# 50 Cent
Curtis James Jackson III, mer känd som 50 Cent, född 6 juli 1975 i Queens i New York, är en amerikansk rappare. Hans berömmelse kom i samband med albumen Get Rich or Die Tryin' och The Massacre. 50 Cent åstadkom multiplatinasuccé med båda plattorna, vilka sålde i över 21 miljoner exemplar världen över.
50 Cent föddes i South Jamaica, Queens i New York, där han började sälja droger som tolvåring under 1980-talets crack-epidemi i USA. Efter att ha lämnat droghandeln för att inleda en karriär som rappare blev han skjuten och träffad med nio kulor vid ett mordförsök år 2000. Efter att ha släppt sin mixtape Guess Who's Back? år 2002, upptäcktes 50 Cent av rapparen Eminem som rekryterade honom till skivbolaget Interscope Records. Med hjälp av Eminem och Dr. Dre – som producerade hans första stora kommersiella succé – kom han att bli en av de bäst säljande rapparna i världen. År 2003 bildade han gruppen och skivbolaget G-Unit, dit han värvade flera framgångsrika rappare som Young Buck, Lloyd Banks och Tony Yayo. 50 Cent har varit inblandad i flera fejder med andra rappare, bland andra Ja Rule, Cassidy, The Game, Fat Joe, Rick Ross och Jadakiss.

## Liv och musikkarriär

### Mordförsöket
Den 28 maj 2000 attackerades 50 Cent av en beväpnad man utanför sin mormors hem i South Jamaica, Queens. Han satte sig i en väns bil, men bads gå tillbaka till huset för att hämta smycken. Hans son befann sig i huset medan hans mormor var ute på framsidan. Då han kom tillbaka till baksätet av bilen körde en annan bil upp bredvid och stannade. En angripare gick då fram till 50 Cents vänstra sida med en nio millimeters pistol och sköt 9 skott på nära håll, ett i armen, ett i handen och ett genom käken.
Skadan på hans ansikte resulterade i en svullen tunga, en tappad visdomstand och ett mindre sludder i hans tal. Hans vän fick ett skott i handen. De fördes till sjukhus där han tillbringade tretton dagar. Den påstådda våldsmannen dödades tre veckor senare. 50 Cent mindes dramat, och berättade ”Det händer så snabbt att du inte ens får en chans att skjuta tillbaka… Jag var rädd hela tiden… Jag tittade i backspegeln och tänkte ’Shit, någon sköt mig i ansiktet! Det bränner, det bränner!”. I sina memoarer, From Pieces to Weight: Once upon a Time in Southside Queens, skrev han ”Efter att jag blev skjuten 9 gånger på nära håll och överlevde, började jag tänka att det måste finnas en mening med mitt liv… Hur mycket mer skada kunde kulorna gjort? En centimeter i den riktningen eller i den, och jag är borta.” Han använde en gåstol de första sex veckorna och efter fem månader hade han tillfrisknat. När han lämnade sjukhuset stannade han i Poconos med sin dåvarande flickvän och sin son. 
Då han var på sjukhuset skrev han ett förlagskontrakt med Columbia Records. Han tvingades lämna förlaget och svartlistades inom skivindustrin sedan det blivit känt att han blev skjuten varför han reste till Kanada. Tillsammans med sin affärspartner Sha Money XL spelade han in över 30 sånger, med syftet att bygga upp ett nytt rykte. 50 Cents popularitet ökade, och tidigt år 2001 släppte han självständigt material på sitt mixtape Guess Who's Back?. Flera skivbolag visade då intresse för honom, och nu, uppbackad av G-Unit, fortsatte 50 Cent att göra låtar. De släppte ett nytt mixtape, 50 Cent Is The Future, där de använde sig av material från Jay-Z och Raphael Saadiq.

### Vägen till berömmelsen

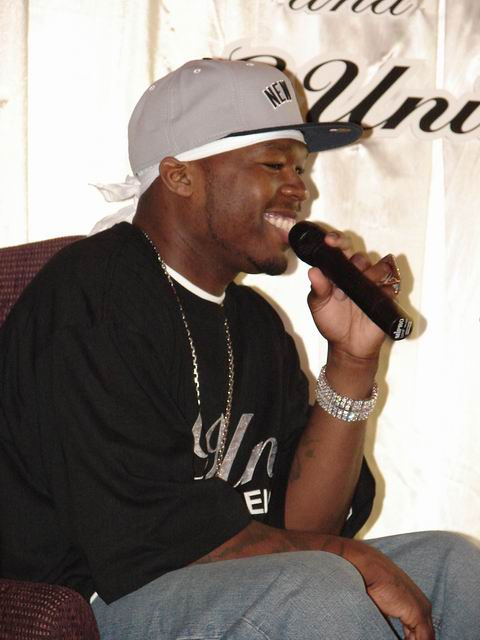
50 cent i Bangkok

År 2002 lyssnade Eminem på 50 Cents CD Guess Who's Back?. Han fick CD:n genom 50 Cents ombud, vilken arbetade med Eminems manager Paul Rosenberg. Imponerad av albumet bjöd Eminem 50 Cent att flyga till Los Angeles, där han blev introducerad för Dr. Dre. Efter att ha skrivit på ett kontrakt värt en miljon dollar släppte 50 Cent mixtapet "No Mercy, No Fear. Det presenterade ett nytt spår, ”Wanksta”, vilket kom med på Eminems soundtrack till filmen 8 Mile.
I februari 2003 släpptes 50 Cents kommersiella debutalbum, Get Rich or Die Tryin'. All Music Guide beskrev det som ”förmodligen det mest överreklamerade debutalbum av en rappare på över ett årtionde.” Rolling Stone märkte albume för dess ”mörka synther, surriga keyboards och dess ihållande ’funky’ fart”, med 50 Cent kompletterandes produktionen i ”ett lugnt och avslappnat ’flow’”. Albumet debuterade som listetta i USA efter att ha sålt över 872 000 exemplar på fyra dagar. Interscope beviljade då 50 Cent hans eget skivbolag, G-Unit Records, år 2003. Han värvade Lloyd Banks, Tony Yayo och Young Buck som de etablerade medlemmarna av G-Unit. The Game värvades senare under ett samriskföretag med Dr. Dres Aftermath Entertainment. Den 3 mars 2005 släpptes 50 Cents andra kommersiella album, The Massacre. Albumet sålde cirka 1,14 miljoner exemplar de första fyra dagarna och var listetta i USA i sex veckor. Han blev den första soloartisten att ha tre singlar på topplistan samma vecka, med ”Candy Shop”, ”Disco Inferno” och ”How We Do”. Efter The Games uppbrott värvade 50 Cent sångerskan Olivia och rap-veteranerna Mobb Deep till G-Unit Records. Spider Loc, M.O.P. och Young Hot Rod förenade sig senare med skivbolaget. 50 Cent visade intresse för att arbeta med rappare även utanför G-Unit, bland andra Lil Scrappy från BME, LL Cool J från Def Jam, Mase från Bad Boy Entertainment och Freeway från Roc-A-Fella. I september 2007 släppte han sitt tredje album, Curtis, till vilket han hämtat inspiration från sitt liv före Get Rich or Die Tryin'. Det debuterade som tvåa på topplistan och sålde i 691 000 exemplar den första veckan.

## Diskografi
- Power of the Dollar (2000)
- Get Rich or Die Tryin' (2003)
- The Massacre (2005)
- Curtis (2007)
- Before I Self Destruct (2009)
- I Run New York (2012)
- Animal Ambition (2014)

## Filmografi (urval)
- 2003 – The New Breeding
- 2005 - Simpsons, avsnitt Pranksta Rap (gäströst i TV-serie)
- 2005 – Get Rich or Die Tryin'
- 2005 – 50 Cent: Bulletproof (TV-spel)
- 2006 – Home of the Brave
- 2008 – The Ski Mask Way
- 2008 – Righteous Kill
- 2008 – Live Bet
- 2009 – 50 Cent: Blood on the Sand (TV-spel)
- 2009 – Streets of Blood
- 2010 – Caught In The Crossfire
- 2010 – Dead Man Running
- 2010 – Twelve
- 2010 – Morning Glory
- 2010 – Gun
- 2011 – Things fall apart
- 2011 – Setup
- 2012 – Freelancers
- 2013 – Escape Plan
- 2015 – Spy
- 2015 – Southpaw
- 2018 – Den of Thieves
- 2018 – Escape Plan 2: Hades
- 2019 – Escape Plan: The Extractors

## Datorspel
- 2005 - 50 Cent: Bulletproof (röst)
- 2009 - 50 Cent: Blood on the Sand (röst)
- 2009 - Call of Duty: Modern Warfare 2 (röst)